# An Song-il I
An Song-il I (en coreano: 안성일, Chongjin, Corea del Norte; 30 de noviembre de 1992) es un futbolista de Corea del Norte que juega en la posición de defensa con el 4.25 Sports Club de la Liga de fútbol de Corea del Norte.

## Carrera

### Club
Desde 2017 juega con el 4.25 Sports Club, con el que actualmente ha sido campeón nacional en cuatro ocasiones y finalista de la Copa AFC 2019.

### Selección nacional
Debutó con Corea del Norte en 2017 y participó en la Copa Asiática 2019.

## Logros
- Liga de fútbol de Corea del Norte (4): 2017, 2017–18, 2018–19, 2021–22